# 但福德医院院长公寓旧址
但福德医院院长公寓旧址位于中国江西省九江市浔阳区甘棠街道黄土坡社区甘棠南路61号，九江市妇幼保健医院内。
美国基督教卫理公会在九江开创但福德医院。但福德医院院长公寓楼高三层，建筑面积699平方米。2003年底，妇幼保健院对该建筑进行全面维修，大体保持原貌。
2004年10月被列为九江市文物保护单位，2018年3月9号，但福德医院院长公寓旧址列为江西省文物保护单位。